# Deutscher Steuerberatertag

Logo Deutscher Steuerberatertag

Der Deutsche Steuerberatertag ist die Jahreskonferenz des Deutschen Steuerberaterverbands. Behandelt werden aktuelle steuer- und wirtschaftspolitische Fragen. Im Fokus stehen die Chancen und Schwierigkeiten der wirtschaftlichen Rahmenbedingungen, die Folgen für die Steuerpolitik und die Zukunft der Freien Berufe.

## Ziele und Aufgaben
Beim Deutschen Steuerberatertag treffen sich einmal im Jahr Kanzleiinhaber der steuerberatenden und wirtschaftsprüfenden Berufe, Angestellte, Studenten, Ansprechpartner aus Politik und Verwaltung, Wissenschaftler, Dienstleister und Start-Ups.
Die Veranstaltung hat rund 1500 Teilnehmer, die dazugehörigen Fachausstellung rund 80 Aussteller.

## Aktivitäten
Traditionell beginnt der Steuerberatertag mit einer Stadtrundfahrt und dem Empfang am Sonntagabend.
Es folgen zwei Tage Fachprogramm. Auf bis zu sieben parallelen Bühnen werden Fragen des Steuerrechts und Kanzleimanagements diskutiert. Vorträge, Workshops und Fortbildungen – z. T. auch anerkannt als Pflichtfortbildungen für die Fachberater (DStV e.V.) – werden ergänzt durch eine Fachausstellung.
Zum Rahmenprogramm gehören eine Party und ein Galadinner am Montagabend.
Üblicherweise steht die Konferenz unter einem Schwerpunktmotto.
| Jahr | Ausgabe | Motto                                        | Ort        |
| ---- | ------- | -------------------------------------------- | ---------- |
| 2020 | 43.     | Nachhaltig erfolgreich                       | Wiesbaden  |
| 2019 | 42.     | Kanzlei in Bestform                          | Berlin     |
| 2018 | 41.     | Erfolg Gemeinsam Steuern                     | Bonn       |
| 2017 | 40.     | Den Digitalen Wandel gestalten               | Berlin     |
| 2016 | 39.     | Chancen und Risiken der Digitalisierung      | Dresden    |
| 2015 | 38.     | kein Motto                                   | Wien       |
| 2014 | 37.     | kein Motto                                   | München    |
| 2013 | 36.     | Moderne Zeiten                               | Berlin     |
| 2012 | 35.     | Erfolgsstrategien kompakt                    | Hamburg    |
| 2011 | 34.     | Netzwerke erleben – Kompetenzen stärken      | Düsseldorf |
| 2010 | 33.     | Gemeinsam erfolgreich                        | Leipzig    |
| 2009 | 32.     | Werte bewahren. Zukunft meistern             | Bremen     |
| 2008 | 31.     | Unternehmen steuern                          | Bonn       |
| 2007 | 30.     | Neue Wege, neue Chancen                      | Salzburg   |
| 2006 | 29.     | Steuerberater – gut beraten                  | Berlin     |
| 2005 | 28.     | Steuerberater – Kompetenz aus einer Hand     | München    |
| 2004 | 27.     | Steuerberater – Lotse des Mittelstands       | Hamburg    |
| 2003 | 26.     | Für Planungssicherheit – gegen Übersteuerung | Erfurt     |

Der erste Deutsche Steuerberatertag wurde 1978 in Berlin ausgerichtet, unter dem Titel Fachkongress des Deutschen Steuerberaterverbandes.